# 愛媛県道33号宇和島停車場線
愛媛県道33号宇和島停車場線（えひめけんどう33ごう うわじまていしゃじょうせん）は、愛媛県宇和島市を通る県道（主要地方道）である。

## 概要
愛媛県宇和島市錦町から栄町港までをほぼ東西に通り、全線が国道320号と重複しているため、当路線の単独区間は存在しない。愛媛県の主要地方道の中で最も全長が短い。

### 路線データ
- 総延長：約0.3 km
- 実延長：0 km
- 起点：宇和島市錦町（宇和島駅、国道320号交点）
- 終点：宇和島市栄町港（国道56号・国道320号・愛媛県道268号宇和島港線交点）

## 歴史
- 1993年（平成5年）5月11日 - 建設省から、県道宇和島停車場線が宇和島停車場線として主要地方道に指定される[1]。

## 地理

### 通過する自治体
- 宇和島市

### 交差する道路
- 国道320号（起点）
- 国道56号・国道320号・愛媛県道268号宇和島港線（終点）

### 沿線周辺の主な施設
- 宇和島駅（JR四国（四国旅客鉄道）予讃線・予土線）（宇和島市錦町）